# Золотий лев
Золотий лев (італ. Leone d'Oro) найвища нагорода на Венеційському кінофестивалі у рамках Венеційського бієнале. Нагорода була запроваджена у 1949 році організаційним комітетом і зараз є однією з найпрестижніших у кіновиробництві. У 1970 був запроваджений другий Золотий лев як почесна нагорода для тих, хто зробив значний внесок у кіномистецтво.
Спочатку нагорода називалась Золотий лев Святого Марка  [Архівовано 16 серпня 2016 у Wayback Machine.]. До нього еквівалентом був «Кубок Муссоліні» (італ. Coppa Mussolini, 1934—1942), який вручали за найкращий італійський та найкращий іноземний фільми, а згодом ним став «Великий міжнародний приз Венеції» (італ. Gran Premio Internazionale di Venezia), який вручали усього двічі — у 1947 та 1948 роках. У 1969—1979 роках «Золотий лев» не вручали.

## Лауреати «Великого міжнародного призу Венеції»
| Рік  | Фільм           | Режисер        | Країна          |
| ---- | --------------- | -------------- | --------------- |
| 1947 | Сирена / Siréna | Карел Штекли   | Чехословаччина  |
| 1948 | Гамлет / Hamlet | Лоуренс Олів'є | Велика Британія |

## Лауреати премії «Золотий лев»

### 1949—1968
| Рік  | Фільм                                                                            | Режисер                | Країна                 |
| ---- | -------------------------------------------------------------------------------- | ---------------------- | ---------------------- |
| 1949 | Манон / Manon                                                                    | Анрі-Жорж Клузо        | Франція                |
| 1950 | Правосуддя відбулося / Justice est faite                                         | Андре Каятт            | Франція                |
| 1951 | Рашьомон / 羅生門                                                                | Куросава Акіра         | Японія                 |
| 1952 | Заборонені ігри / Jeux interdits                                                 | Рене Клеман            | Франція                |
| 1953 | Не вручали                                                                       |                        |                        |
| 1954 | Ромео та Джульєтта / Romeo and Juliet                                            | Ренато Кастеллані      | Велика Британія Італія |
| 1955 | Слово / Ordet                                                                    | Карл Теодор Дреєр      | Данія                  |
| 1956 | Не вручали                                                                       |                        |                        |
| 1957 | Нескорений / অপরাজিত                                                               | Сатьяджит Рай          | Індія                  |
| 1958 | Життя Мухомацу / Muhomatsu no issho                                              | Хіросі Інагакі         | Японія                 |
| 1959 | Генерал Делла Ровере / Il generale della Rovere                                  | Роберто Росселліні     | Італія Франція         |
| 1959 | Велика війна / La grande guerra                                                  | Маріо Монічеллі        | Італія                 |
| 1960 | Перехід через Рейн / Le Passage du Rhin                                          | Андре Каятт            | Франція Італія         |
| 1961 | Того року у Марієнбаді / L'année dernière à Marienbad                            | Ален Рене              | Франція                |
| 1962 | Іванове дитинство                                                                | Андрій Тарковський     | СРСР                   |
| 1963 | Руки над містом / Le mani sulla città                                            | Франческо Розі         | Італія Франція         |
| 1964 | Червона пустеля / Il deserto rosso                                               | Мікеланджело Антоніоні | Італія Франція         |
| 1965 | Туманні зірки Великої Ведмедиці / Vaghe Stelle Dell' Orsa                        | Лукіно Вісконті        | Італія                 |
| 1966 | Битва за Алжир / La Battaglia di Algeri                                          | Джилло Понтекорво      | Італія Алжир           |
| 1967 | Денна красуня / Belle De Jour                                                    | Луїс Бунюель           | Франція                |
| 1968 | Артисти під куполом цирку: безпорадні / Die Artisten in der Zirkuskuppel: Ratlos | Александр Клюґе        | Західна Німеччина      |

### 1969–1979
У 1969–1979 не вручали

### 1980—1999
| Рік  | Фільм                                                                  | Режисер              | Країна                   |
| ---- | ---------------------------------------------------------------------- | -------------------- | ------------------------ |
| 1980 | Атлантик-Сіті / Atlantic City                                          | Луї Маль             | США Канада Франція       |
| 1980 | Глорія / Gloria                                                        | Джон Кассаветіс      | США                      |
| 1981 | Свинцеві часи / Die bleierne Zeit                                      | Маргарете фон Тротта | Західна Німеччина        |
| 1982 | Стан справ / Der Stand Der Dinge                                       | Вім Вендерс          | Західна Німеччина        |
| 1983 | Ім'я: Кармен / Prénom Carmen                                           | Жан-Люк Годар        | Франція                  |
| 1984 | Рік спокійного сонця / Rok Spokonjnego Slonca                          | Кшиштоф Зануссі      | Польща                   |
| 1985 | Без даху, поза законом / Sans toit ni loi                              | Аньєс Варда          | Франція                  |
| 1986 | Зелений промінь / Le Rayon Vert                                        | Ерік Ромер           | Франція                  |
| 1987 | До побачення, діти / Au Revoir Les Enfants                             | Луї Маль             | Франція                  |
| 1988 | Легенда про святого пияка / La leggenda del santo bevitore             | Ерманно Ольмі        | Італія                   |
| 1989 | Місто скорботи / 悲情城市                                              | Хоу Сяосянь          | Тайвань                  |
| 1990 | Розенкранц і Гільденстерн мертві / Rosencrantz & Guildenstern Are Dead | Том Стоппард         | Велика Британія          |
| 1991 | Урга — територія кохання                                               | Микита Михалков      | СРСР                     |
| 1992 | Історія Цюцзюй / 秋菊打官司                                            | Чжан Їмоу            | Китай                    |
| 1993 | Короткі історії / Short Cuts                                           | Роберт Альтман       | США                      |
| 1993 | Три кольори: Синій / Trois Couleurs: Bleu                              | Кшиштоф Кесльовський | Франція                  |
| 1994 | Хай живе любов / 爱情万岁/愛情萬歲                                     | Цай Мінлян           | Тайвань                  |
| 1994 | Перед дощем / Пред дождот                                              | Мільчо Манчевські    | Північна Македонія       |
| 1995 | Велорикша / Xích Lô                                                    | Чан Ань Хунг         | В'єтнам                  |
| 1996 | Майкл Коллінз / Michael Collins                                        | Ніл Джордан          | Велика Британія Ірландія |
| 1997 | Феєрверк / 花-火                                                       | Такесі Кітано        | Японія                   |
| 1998 | Сицилійці / Così ridevano                                              | Джанні Амеліо        | Італія                   |
| 1999 | Не можна втратити жодного / 一个都不能少                               | Чжан Їмоу            | Китай                    |

### 2000—2019
| Рік  | Фільм                                                                                          | Режисер            | Країна            |
| ---- | ---------------------------------------------------------------------------------------------- | ------------------ | ----------------- |
| 2000 | Коло / دايره                                                                                   | Джафар Панагі      | Іран              |
| 2001 | Весілля в сезон дощів / पाणिग्रहण मॉनसून                                                            | Міра Наїр          | Індія             |
| 2002 | Сестри Магдалини / The Magdalene Sisters                                                       | Пітер Муллан       | Ірландія          |
| 2003 | Повернення                                                                                     | Андрій Звягінцев   | Росія             |
| 2004 | Віра Дрейк / Vera Drake                                                                        | Майк Лі            | Велика Британія   |
| 2005 | Горбата гора / Brokeback Mountain                                                              | Енг Лі             | США               |
| 2006 | Натюрморт / 三峡好人                                                                           | Цзя Чжанке         | Китай             |
| 2007 | Порочний зв'язок / 色·戒                                                                       | Енг Лі             | США Китай Тайвань |
| 2008 | Реслер / The Wrestler                                                                          | Даррен Аронофскі   | США               |
| 2009 | Ліван / לבנון                                                                                  | Самуель Маоз       | Ізраїль           |
| 2010 | Десь / Somewhere                                                                               | Софія Коппола      | США               |
| 2011 | Фауст / Faust                                                                                  | Олександр Сакуров  | Росія             |
| 2012 | Пієта / 피에타                                                                                 | Кім Кі Дук         | Південна Корея    |
| 2013 | Священна римська окружна / Sacro Gra                                                           | Джанфранко Розі    | Італія            |
| 2014 | Сидів голуб на гілці, міркуючи про буття / En duva satt på en gren och funderade på tillvaronx | Рой Андерссон      | Швеція            |
| 2015 | Здалеку / Desde allá                                                                           | Лоренцо Вігас      | Венесуела         |
| 2016 | Жінка, яка пішла / Ang Babaeng Humayo                                                          | Лав Діас           | Філіппіни         |
| 2017 | Форма води / The Shape of Water                                                                | Гільєрмо дель Торо | США               |
| 2018 | Рим / Roma                                                                                     | Альфонсо Куарон    | США Мексика       |
| 2019 | Джокер / Joker                                                                                 | Тодд Філліпс       | США               |
| 2020 | Земля кочівників / Nomadland                                                                   | Хлої Чжао          | США               |

### 2021—2030
| Рік  | Фільм                                                         | Режисер          | Країна                       |
| ---- | ------------------------------------------------------------- | ---------------- | ---------------------------- |
| 2021 | Подія / L'événement                                           | Одрі Деван       | Франція                      |
| 2022 | Вся краса та кровопролиття / All the Beauty and the Bloodshed | Лора Пойтрес     | США                          |
| 2023 | Бідолашні створіння / Poor Things                             | Йоргос Лантімос  | США Велика Британія Ірландія |
| 2024 | Сусідня кімната / La habitación de al lado                    | Педро Альмодовар | Іспанія                      |